# Senat von Minnesota

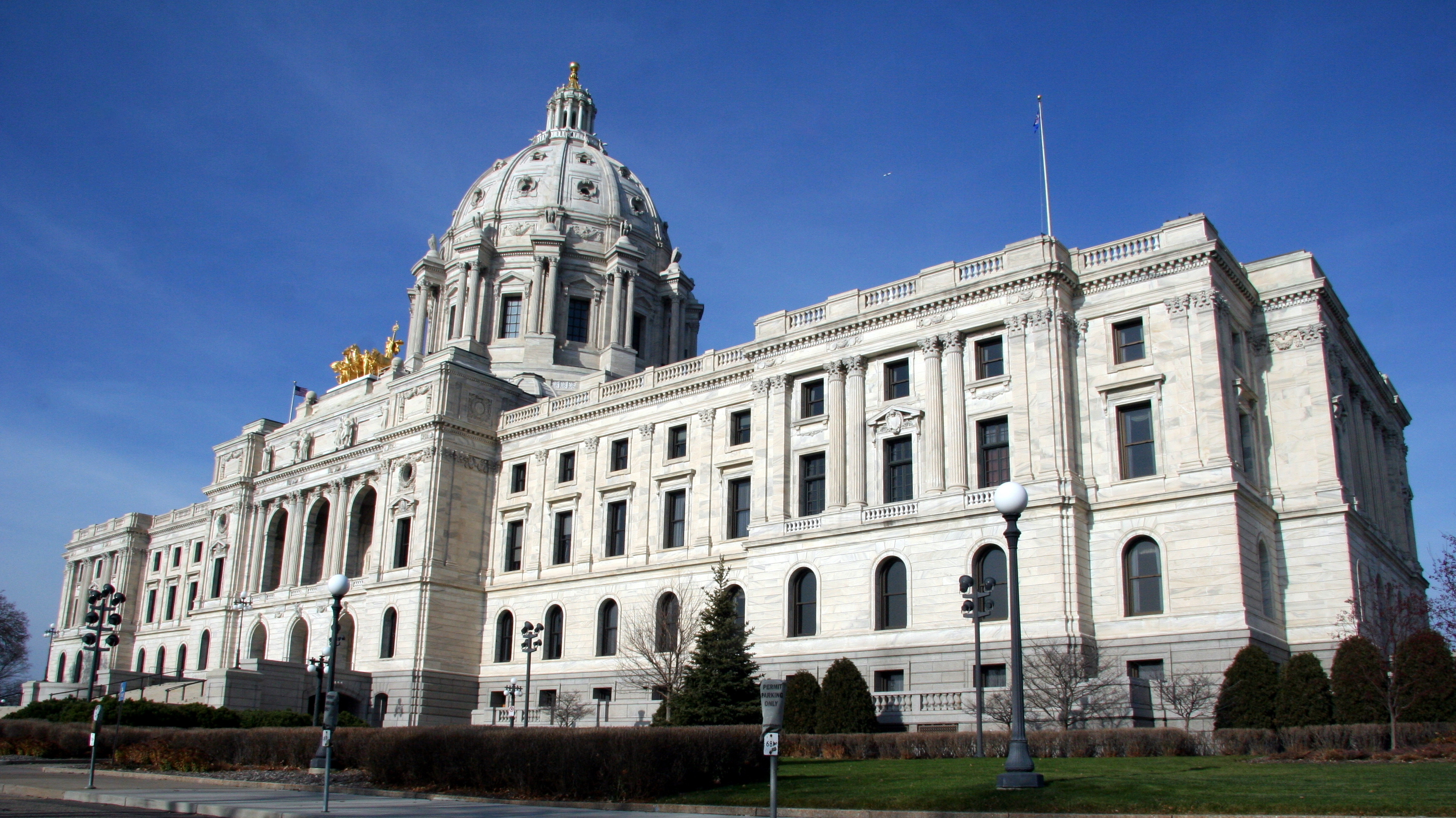
Minnesota State Capitol

Der Senat von Minnesota (Minnesota State Senate) ist das Oberhaus der Minnesota State Legislature, der Legislative des US-Bundesstaates Minnesota. Der Sitzungssaal des Senats befindet sich gemeinsam mit dem Repräsentantenhaus im Minnesota State Capitol in der Hauptstadt Saint Paul.

## Aufgaben des Senats
Wie in den Oberhäusern anderer Bundesstaaten und Territorien sowie im US-Senat fallen dem Senat von Minnesota im Vergleich zum Repräsentantenhaus spezielle Aufgaben zu, die über die Gesetzgebung hinausgehen. So obliegt es dem Senat, Nominierungen des Gouverneurs in dessen Kabinett, weitere Ämter der Exekutive sowie Kommissionen und Behörden zu bestätigen oder zurückzuweisen.

## Struktur der Kammer
Die Parlamentskammer setzt sich aus 67 Senatoren zusammen, was halb so viel ist, wie bei der anderen Kammer, dem Repräsentantenhaus von Minnesota. Jeder der Wahldistrikte im Senat schließt die Abgeordnetendistrikte A und B ein, z. B. besteht der Senatsdistrikt 32 aus den Abgeordnetendistrikt 32A und 32B. Die Verfassung von Minnesota verbietet es, einen Abgeordnetendistrikt in ein Senatsdistrikt zu unterteilen. Vor den 1960er Jahren wurden die Senatoren auf die Countys aufgeteilt, mit der Folge der Unterrepräsentation dieser in den Städten. Die Senatoren werden in der Regel jeweils für vierjährige Amtszeiten gewählt. Es besteht jedoch eine Ausnahme, wenn die Wahldistrikte nach einer Volkszählung neu aufgeteilt werden. Dann werden sie für eine zweijährige Amtszeit gewählt.
Von der Aufnahme von Minnesota in die Union bis zum Jahr 1972 war der Vizegouverneur von Minnesota der Präsident des Senats. In jenem Jahr stimmten die Wähler einer Verfassungsänderung zu, die es dem Senat erlaubte, einen eigenen Präsidenten aus ihrer Mitte bis zum Januar 1973 zu wählen.

### Zusammensetzung
| Partei   | Partei                               | Abgeordnete |
| -------- | ------------------------------------ | ----------- |
|          | Republican Caucus                    | 33          |
|          | Democratic-Farmer-Labor Caucus (DFL) | 34          |
| Summe    | Summe                                | 67          |
| Mehrheit | Mehrheit                             | 7           |

### Wichtige Senatsmitglieder
| Position                            | Name               | Partei | Distrikt |
| ----------------------------------- | ------------------ | ------ | -------- |
| President of the Senate             | Michelle Fischbach | R      | 14       |
| President pro tempore               | Gen Olson          | R      | 33       |
| Mehrheitsführer / Majority Leader   | Amy Koch           | R      | 19       |
| Oppositionsführer / Minority Leader | Thomas M. Bakk     | DFL    | 6        |